# Steatoda sabulosa
Steatoda sabulosa är en spindelart som först beskrevs av Albert Tullgren 1901.  Steatoda sabulosa ingår i släktet vaxspindlar, och familjen klotspindlar. Inga underarter finns listade i Catalogue of Life.